# Tempus lugendi
Il tempus lugendi (in latino, letteralmente "tempo del pianto") consiste in un intervallo temporale decorrente dalla cessazione del vincolo matrimoniale, entro cui si determina per la donna un impedimento alla contrazione di un nuovo matrimonio. Tanto in epoca romana quanto in generale nei moderni ordinamenti civilistici, ha una durata di trecento giorni, ossia grosso modo pari a quella di una media gravidanza umana.
Funzione dell'istituto è quella di evitare la commixtio o turbatio sanguinis, ossia il dubbio sull'eventuale paternità del figlio nato dalla donna dopo la cessazione del matrimonio. Infatti, vige una presunzione juris tantum di paternità nel caso di figlio anche solo concepito in costanza di matrimonio. Dunque, nell'ipotesi di contrazione di nuovo matrimonio entro il tempus lugendi, si perverrebbe paradossalmente ad una doppia presunzione di paternità (d'altronde, mater semper certa est, pater nunquam).

## Ordinamento italiano
Nell'ordinamento italiano, l'istituto è disciplinato dall'art. 89 c.c., oggi rubricato "divieto temporaneo di nuove nozze" invece che "lutto vedovile" come prima della Riforma del 1975. Oltre ad imporre il divieto, la disposizione fa salve - del tutto logicamente - alcune ipotesi nelle quali il pericolo della commixtio sanguinis non si pone. In particolare le ipotesi sono due:
1. previa dispensa del tribunale, qualora sia "inequivocabilmente escluso lo stato di gravidanza o se risulta da sentenza passata in giudicato che il marito non ha convissuto con la moglie nei trecento giorni precedenti";
2. direttamente, se la cessazione del vincolo è stata pronunciata "in base all'articolo 3, n. 2, lettere b) ed f), della legge 1º dicembre 1970, n. 898 [ossia in caso di mancata consumazione], e nei casi in cui il matrimonio sia stato dichiarato nullo per impotenza, anche soltanto a generare, di uno dei coniugi".

Sempre nell'ordinamento italiano, la celebrazione del matrimonio in violazione del tempus lugendi non è sanzionata con l'invalidità del matrimonio stesso, ma esclusivamente con la comminazione di una ammenda sia ai coniugi sia all'ufficiale celebrante; peraltro la sanzione è oggi depenalizzata, costituendo il fatto mero illecito amministrativo.